# كاري سافاج
كاري سافاج (بالإنجليزية: Carrie Savage)‏ هي كاتبة سيناريو وممثلة أمريكية، ولدت في 8 أبريل 1980 في أتلانتا في الولايات المتحدة.

## وصلات خارجية
- كاري سافاج على موقع IMDb (الإنجليزية)
- كاري سافاج على موقع ANN person (الإنجليزية)